# Памятник военным лётчикам (Киев)
Памятник военным лётчикам — установлен в Киеве в парке Славы на аллее Героев Крут неподалёку от Памятника Вечной славы на могиле Неизвестного солдата (между площадью Славы и Аскольдовой могилой). Скульпторы — Владимир Щур и Виталий Сивко.
Был открыт 6 ноября 2001 года в канун 58-й годовщины освобождения Киева от немецко-фашистских войск. В церемонии открытия памятника участвовал премьер-министр Украины Анатолий Кинах, а также представители правительства, Верховной рады, Киевской городской государственной администрации.
Памятник посвящён военным лётчикам, погибшим при освобождении Украины. Фигура памятника списана с Леонида Быкова: он изображён в самом своём известном сценическом образе — командира эскадрильи капитана Алексея «Маэстро» Титаренко из кинофильма «В бой идут одни „старики“». По словам городского головы Киева Александра Омельченко, «Талантливый актёр воплотил в своей роли в этом фильме образ военного лётчика времён Великой Отечественной войны». Надпись на постаменте на украинском языке: «Військовим льотчикам присвячується. Леонід Биков» (с укр. — «Военным лётчикам посвящается. Леонид Быков»). Таким образом, памятник военным лётчикам является одновременно и памятником Народному артисту Украины Л. Быкову, погибшему в 1979 году в автокатастрофе недалеко от Киева. Зачастую памятник военным лётчикам также называют «памятником Леониду Быкову».
Размеры: 175×115×80 см.
В 2014 году участники «Правого сектора» выражали желание разрушить памятник.

## Галерея
- Фрагмент руки
- Фрагмент головы
- Кузнечик